# Velino Selo (Bijeljina)
Pour les articles homonymes, voir Velino Selo.
Velino Selo (en serbe cyrillique : Велино Село) est un village de Bosnie-Herzégovine. Il est situé sur le territoire de la ville de Bijeljina et dans la république serbe de Bosnie. Selon les premiers résultats du recensement bosnien de 2013, il compte 370 habitants.

## Géographie
Le village est situé à la frontière entre la Bosnie-Herzégovine et la Serbie, au bord de la Save, un affluent droit du Danube.

## Démographie

### Évolution historique de la population dans la localité
| 1948 | 1953 | 1961 | 1971 | 1981 | 1991 | 2013 |
| ---- | ---- | ---- | ---- | ---- | ---- | ---- |
| 750  | 760  | 734  | 678  | 533  | 451  | 370  |

|  |